# Slavskeppet
Slavskeppet (engelska: Slave Ship (Slavers Throwing Overboard the Dead and Dying, Typhoon Coming On)) är en oljemålning av den engelske romantiske konstnären William Turner. Den målades 1840 och ingår sedan 1899 i Museum of Fine Arts samlingar i Boston.
Turner var uttalad slaverimotståndare och inspirerades av Thomas Clarksons skrift The History and Abolition of the Slave Trade när han målade Slavskeppet. Han hade också tagit intryck av Zongmassakern, en verklig händelse som inträffade på slavskeppet Zong 1781 då en brittisk kapten kastade över hundra slavar överbord eftersom dricksvattnet höll på att ta slut och försäkringspengar endast utgick om slavarna föll överbord, inte om de dog av sjukdomar eller andra umbäranden. Slaveriet förbjöds officiellt 1833 i Brittiska imperiet. 
Målningen ägdes 1842–1872 av den engelske konstkritikern John Ruskin, tillika Turners vän och främste försvarare inom det brittiska konstetablissemanget. Turner målade ett flertal tavlor med stormiga hav, till exempel Ångbåt i snöstorm .